# Parawixia chubut
Parawixia chubut är en spindelart som beskrevs av Levi 200. Parawixia chubut ingår i släktet Parawixia och familjen hjulspindlar. Inga underarter finns listade i Catalogue of Life.